# Брезенхамов линијски алгоритам
Брезенхамов линијски алгоритам је алгоритам рачунарске графике који се користи за растеризацију линије тј. цртање линије у растерском облику. То подразумева да је за линију задату са две тачке почетном (x0, y0) и крајњом (x1, y1) потребно одредити скуп пиксела које треба обојити тако да тај скуп пиксела представља што бољу апрокцимацију линије.
Алгоритам је развио Џек Елтон Брезенхам 1962. у IBM-у. Био је то један од најранијих алгоритама рачунарске графике. Пошто је линија објекат од изузетног значаја за графику и често је потребно вршити исцртавање огромног броја линија алгоритам за циљ има ефикасност. Ефикасност се постиже коришћењем искључиво целобројне аритметике чије операције су знатно јефтиније од операција у покретном зарезу.
Једноставност и брзина алгоритма чине да је он и данас у широкој употреби. Једноставност алгоритма омогућава чак и хардверску имплементацију.

## Алгоритам
Најпре ће бити описан основни алгоритам за цртање линија а затим постепено увођена побољшања која воде ка извођењу Брезенхамовог алгоритма.
Подразумева се да је линија задата са две тачке, почетном (x0, y0) и крајњом (x1, y1) и да важи x0 < x1. Такође, подразумева се да је потребно нацртати линију дебљине једног пиксела и да је функција за цртање пиксела дата. Алгоритам ће бити изложен само за линије првог квадранта за које важи:
{\displaystyle 0\leq m={\frac {y_{1}-y_{0}}{x_{1}-x_{0}}}\leq 1}
тј. да им је коефициент правца већи од 0 а мањи или једнак 1. Овај простор ће бити називан првим октантом. Осталих седам случајева обрађује се симетрично.
Оно што треба нагласити је да је за линије за које важи {\displaystyle |m|\leq 1} у свакој колони тј. за свако {\displaystyle x_{0}\leq x\leq x_{1}} треба означити тачно један пиксел. За остале линије је потребно означити тачно један пиксел у врсти.

### Алгоритам грубе силе
Алгоритам грубе силе за цртање линије заснива се на примени једначине праве. Једначина праве кроз две тачке је:
{\displaystyle y={\frac {y_{1}-y_{0}}{x_{1}-x_{0}}}(x-x_{0})+y_{0}.}
За свако {\displaystyle x=x_{0},...,x_{1}} рачунамо вредност {\displaystyle y} и тада је потребно обојити пиксел {\displaystyle (x,\left\lfloor y+0.5\right\rfloor )}.
Овај приступ није добар јер се вредност y увек изнова рачуна и због коришћења аритметичких операција у покретном зарезу.

### Инкрементални алгоритам
Вредност y је могуће рачунати на основу претходно израчунатих вредности.
{\displaystyle y_{i+1}=m*x_{i+1}+B}, где је B слободан члан
{\displaystyle y_{i+1}=m*(x_{i}+1)+B}
{\displaystyle y_{i+1}=y_{i}+m}
За свако {\displaystyle x=x_{0},...,x_{1}} рачунамо вредност {\displaystyle y} и тада је потребно обојити пиксел {\displaystyle (x,\left\lfloor y+0.5\right\rfloor )}.
Овај приступ је добар јер елиминише множење и рачунање из почетка вредности за y. Међутим, опет је проблем рад са операцијама у покретном зарезу пошто је вредност m реална.

### Брезенхамов алгоритам
Досадашње проблеме решава Брезенхамов алгоритам.
Пиксели се сада посматрају као чворови квадратне мреже.
Једначина праве у имплицитном облику, записана као функција од (x,y), је:
{\displaystyle f(x,y)=0=Ax+By+C}, где су константе {\displaystyle A=\Delta y,B=-\Delta x,C=(\Delta x)b}
За тачке на линији је f(x,y) = 0, за тачке испод линије је f(x,y) > 0, за тачке изнад линије је f(x,y) < 0.
Претпоставимо да смо досли до тачке i која се налази на линији. Пошто смо у овом тренутку ограничени на линије из првог октанка следећи пиксел који посматрамо ће имати x координату xi+1. Пошто је коефицијент правца првог у првом октанту већи од 0 а мањи од 1 y координата следећег пиксела ће бити или yi или yi+1. Дакле, имамо две тачке које су кандидати за одабир и треба да одаберемо ону која најбоље апроксимира линију тј. ону која је најближа линији. Тачку са координатама (xi+1, yi) означаваћемо као тачку Е (east), а тачку са координатама (xi+1, yi+1) као тачку NE (northeast).
Коју од ове две тачке треба одабрати одређујемо коришћењем средишње тачке М (midpoint) која има координате (xi+1, yi+½). Ове координате уврштавамо у једначину праве:
{\displaystyle d=f(x_{i}+1,y_{i}+{\frac {1}{2}})=Ax_{i}+A+By_{i}+{\frac {1}{2}}B+C}
Ово је такозвана променљива одлучивања јер на основу њеног знака одређујемо који пиксел бирамо. Ако је вредност d мања од 0 значи да је тачка М изнад праве тј. да је права ближа тачки Е тако да у том случају бојимо пиксел Е. Ако је вредност d већа од нуле то значи да је тачка М испод праве тј. да је права ближа тачки NE и у том случају бојимо пиксел NE.
Вредност променљиве одлучивања може се рачунати инкрементално.
- Ако је у претходном кораку одабрана тачка Е координате следеће средишње тачке су {\displaystyle M_{E}=(x_{i}+2,y_{i}+{\frac {1}{2}})} и када се те координате уврсте у једначину праве добијамо нову вредност функције одлучивања:

{\displaystyle d_{new}=f(x_{i}+2,y_{i}+{\frac {1}{2}})=(Ax_{i}+1)+A+By_{i}+{\frac {1}{2}}B+C}
{\displaystyle d_{new}=d_{old}+A=d_{old}+\Delta y}
- Ако је у претходном кораку одабрана тачка NЕ координате следеће средишње тачке су {\displaystyle M_{NE}=(x_{i}+2,y_{i}+{\frac {3}{2}})} и када се те координате уврсте у једначину праве добијамо нову вредност функције одлучивања:

{\displaystyle d_{new}=f(x_{i}+2,y_{i}+{\frac {3}{2}})=(Ax_{i}+1)+A+By_{i}+{\frac {3}{2}}B+C}
{\displaystyle d_{new}=d_{old}+A+B=d_{old}+\Delta y-\Delta x}
Полазни пиксел је тачка (x0, y0) и он се свакако налази на линији. Почетна вредност променљиве одлучивања је:
{\displaystyle d_{start}=f(x_{0}+1,y_{0}+{\frac {1}{2}})=Ax_{0}+A+By_{0}+{\frac {1}{2}}B+C=f(x_{0},y_{0})+A+{\frac {1}{2}}B=A+{\frac {1}{2}}B}
Пошто желимо да радимо искључиво са целим бројевима а за одлучивање нам је битан само знак променљиве одлучивања ову вредност можемо помножити са 2 па добијамо:
{\displaystyle d_{start}=2A+B}
Због тога се и све остале вредности множе са 2:
- ако је одабрана тачка Е у претходном кораку {\displaystyle d_{new}=d_{old}+2\Delta y}
- ако је одабрана тачка NЕ {\displaystyle d_{new}=d_{old}+2\Delta y-2\Delta x}

Овако је поново уведено множење, али пошто је ово множење са 2 оно може бити извршено као шифтовање улево за једну позицију тако да не утиче значајно на смањење ефикасности алгоритма. Овако добијамо алгоритам који користи искључиво сабирање, одузимање и шифтовање.

## Имплементација
Приказана је имплементација у програмском језику C. У првом делу се уместо замена места координатама ради покривања свих осам случајева врши одређивање за које ће вредности бити мењане координате и иницијализација променљиве одлучивања.
```
void
 
line
(
int
 
x0
,
 
int
 
y0
,
 
int
 
x1
,
 
int
 
y1
)
 
{

 

  
int
 
dx
 
=
 
abs
(
x1
-
x0
),
 
sx
 
=
 
x0
<
x1
 
?
 
1
 
:
 
-1
;

  
int
 
dy
 
=
 
abs
(
y1
-
y0
),
 
sy
 
=
 
y0
<
y1
 
?
 
1
 
:
 
-1
;
 

  
int
 
err
 
=
 
(
dx
>
dy
 
?
 
dx
 
:
 
-
dy
)
 
<<
 
1
,
 
e2
;

 

  
for
{

    
setPixel
(
x0
,
y0
);

    
if
 
(
x0
==
x1
 
&&
 
y0
==
y1
)
 
break
;

    
e2
 
=
 
err
;

    
if
 
(
e2
 
>-
dx
)
 
{
 
err
 
-=
 
dy
;
 
x0
 
+=
 
sx
;
 
}

    
if
 
(
e2
 
<
 
dy
)
 
{
 
err
 
+=
 
dx
;
 
y0
 
+=
 
sy
;
 
}

  
}

}

```